# Vidago, Melgaço & Pedras Salgadas
A Vidago, Melgaço & Pedras Salgadas, S.A., por vezes designada como VMPS, é uma empresa de engarrafamento de águas.
Constituída em 1920, a VMPS explora todas as nascentes do chamado grupo Vidago, situadas nas freguesias de Vidago, Oura e Arcossó, do concelho de Chaves; as nascentes do grupo Termas de Pedras Salgadas e de Sabroso, já no concelho de Vila Pouca de Aguiar; a nascente de Melgaço, no Alto Minho. 
É especialmente conhecida pela marca de aguas com gas Pedras Salgadas.
A empresa foi outrora controlada pela família dos condes de Caria, antes de ser comprada, em 1982, por José de Sousa Cintra, aos herdeiros de Bernardo Mendes de Almeida, então representante daquele título. 
Mais tarde, em 1997, Sousa Cintra vendeu parte da empresa à Jerónimo Martins, que, por sua vez, no ano de 2002] a vendeu a Unicer, a dona da marca de cervejas Super Bock. 
A Unicer detem atualmente a exploração destes três grupos de nascentes, com um declarado interesse na indústria de engarrafamento de águas e no turismo de spa, em detrimento de uma exploração termal.